# Kirchenkreis Waltershausen-Ohrdruf
Der Kirchenkreis Waltershausen-Ohrdruf ist ein Kirchenkreis der Evangelischen Kirche in Mitteldeutschland mit Sitz in Waltershausen, der zum Bischofssprengel Erfurt gehört. Superintendent ist Wolfram Kummer.

## Lage und Allgemeines
Der Kirchenkreis Waltershausen-Ohrdruf liegt im Westen von Thüringen und umfasst neben der Kirchengemeinde Gossel im Ilm-Kreis den südlichen Teil des Landkreises Gotha.
Im Kirchenkreis lebten am 31. Dezember 2023 10.195 evangelische Christen. Er hatte damit einen Anteil von evangelisch-lutherischen Christen an der Gesamtbevölkerung von 20,7 %.
Das Kreiskirchenamt, das verschiedene Verwaltungsaufgaben wie zum Beispiel die Abwicklung von Bau-, Personal- oder Versicherungsangelegenheiten für mehrere Kirchenkreise übernimmt, befindet sich in Eisenach.

## Pfarrbereiche
Die Kirchengemeinden sind in die neun Pfarrbereiche Crawinkel, Emsetal, Friedrichroda, Hörselgau-Mechterstädt, Leinatal, Ohrdruf-Luisenthal, Tabarz-Cabarz, Tambach-Dietharz und Waltershausen gegliedert.

## Geschichte und Ausblick
Die frühere Superintendentur Waltershausen-Ohrdruf lag innerhalb des Aufsichtsbezirkes West in der Evangelisch-Lutherischen Kirche in Thüringen. Nach der Bildung der Evangelischen Kirche in Mitteldeutschland 2009 gehörte der nunmehrige Kirchenkreis Waltershausen-Ohrdruf zunächst zum Propstsprengel Eisenach-Erfurt, seit 2022 gehört er dem neugebildeten Bischofssprengel Erfurt an.
Von 2002 bis 2013 war Andreas Berger Superintendent, seit 2015 ist Wolfram Kummer im Amt.
Zum 1. Januar 2023 wechselte der Pfarrbereich Gräfenroda-Geschwenda vom  Kirchenkreis Waltershausen-Ohrdruf zum Kirchenkreis Arnstadt-Ilmenau.
Für den 1. Januar 2026 ist eine Fusion der drei Kirchenkreise Arnstadt-Ilmenau, Gotha und Waltershausen-Ohrdruf zu einem neuen Kirchenkreis Gotha mit Sitz in Gotha geplant.